# Cloud Number Nine
Cloud Number Nine o Cloud #9 è una canzone di Bryan Adams, estratta come singolo dall'album del 1998 On a Day Like Today. Il brano è stato scritto da Adams, Gretchen Peters e Max Martin.

## Descrizione
Esistono due versioni del brano. La prima, quella presente nell'album considerata l'"originale" è un brano pop rock tradizionale. La seconda versione è un remix di Chicane, che ha dato al brano un sound dance, e che è la versione pubblicata come cd singolo, giungendo alla sesta posizione dei Official Singles Chart britannica. La versione di Chicane divenne uno standard nelle esibizioni dal vivo di Adams, e Chicane si esibì anche con Adams nella canzone "Don't Give It Up". Questa performance è stata registrata anche sul DVD Live at Slane Castle.

## Video musicale
Il video realizzato per Cloud Number Nine è stato diretto da Marcus Nispel, e ruota intorno al colore bianco. Adams è completamente vestito di bianco, in una stanza bianca, mentre intorno a lui si muovono delle donne asiatiche il cui corpo è completamente dipinto di bianco. Contemporaneamente vari oggetti bianchi vengono mostrati, come il latte, la vernice bianca, uova, una colomba ed un cane bianco.

## Tracce
1. Cloud Number Nine (Chicane mix)
2. Let's Talk About Love
3. When You're Gone (versione acustica)

## Classifiche

### Classifiche settimanali
| Classifica (1999)      | Posizione massima |
| ---------------------- | ----------------- |
| Australia              | 67                |
| Austria                | 13                |
| Belgio (Fiandre)       | 57                |
| Canada                 | 7                 |
| Germania               | 33                |
| Irlanda                | 16                |
| Paesi Bassi            | 62                |
| Regno Unito            | 6                 |
| Regno Unito (physical) | 6                 |
| Repubblica Ceca        | 2                 |
| Scozia                 | 5                 |
| Svezia                 | 43                |
| Svizzera               | 26                |
| Ungheria               | 7                 |

### Classifiche di fine anno
| Classifica (1999)           | Posizione |
| --------------------------- | --------- |
| Canada                      | 41        |
| Canada (adult contemporary) | 15        |
| Regno Unito                 | 44        |